# 川島千代子
川島 千代子（1954年6月2日—），（かわしま ちよこ），是東京都出生的日本老牌著名女聲優之一。
2001年引退。

## 主要演出作品

### 電視動畫
1975年
- 蜜蜂瑪雅的冒險（象鼻蟲）
- UFO机器人 古连泰沙（牧葉光）

1976年
- 小甜甜（派翠西亞·歐布萊恩）
- 大空魔龍（由香）

1977年
- 好小子（上杉百合子）

1978年
- 未來少年柯南
- 宇宙海賊哈洛克船長（有紀螢）

1979年
- 紅髮安妮（蒂麗·伯爾特（第一代））
- 動畫紀行 馬可波羅的冒險（暗殺集團的少女）

1981年
- 若草四姊妹（艾美·馬區）

1982年
- 鹹蛋丫頭（濱田多多美）

1983年
- 阿爾卑斯物語 我的安妮特（法蘭茲·約瑟夫）

1988年
- 美味大挑戰（花森美奈子）

1989年
- 以柔克剛（伊東（花園）富士子）

1991年
- 崔普一家物語（奧古絲塔·克契拉）

1992年
- 大草原上的小天使 灌叢嬰猴（諾爾達姆老師）
- 美少女戰士 (第一輯)（桜田春菜、月野進悟）
- 媽媽是小學四年生（水木琉璃子）

1993年
- 美少女戰士R（冥王雪奈、桜田春菜、月野進悟）
- 奇天烈大百科（桜井芳江（初代））

1994年
- 七海的堤可（娜塔莉雅·克明斯卡亞·班納克斯）
- 美少女戰士S（冥王雪奈）

1995年
- 美少女戰士SuperS（月野進悟）
- 橘子醬男孩（老闆娘）

1996年
- 美少女戰士Sailor Stars（冥王雪奈）
- 名偵探柯南（皆川克彥之母（姑姑））

1999年
- 神風怪盜貞德（日下部小呂（麻呂的母親））
- 週刊故事樂園（小香）

### 劇場版動畫
- 大雄的魔界大冒險（子供A）
- 美少女戰士系列（冥王雪奈）
  - 劇場版美少女戰士S
  - 劇場版美少女戰士SuperS
- 加油！胖虎！！（茂手夫的妈妈）

### 遊戲
- 美少女戰士（冥王雪奈）